# Horacio Quiroga
Pour les articles homonymes, voir Quiroga.
Horacio Quiroga, né à Salto Oriental (Uruguay) en 1878 et mort à Buenos Aires (Argentine) en 1937, est un écrivain uruguayen .

## Biographie
L'existence tout entière d'Horacio Quiroga est placée sous le signe de la mort : mort de son père, qui, alors que le futur écrivain est âgé de trois mois se tire une balle de fusil dans la tête sans que l'on sache s'il s'agit d'un accident de chasse ou d'un suicide ; mort de son beau-père paraplégique, dix-sept ans plus tard, qui se suicide d'un coup de fusil en soutenant l'arme avec ses pieds et qui est découvert par Horacio ; suicide de sa première femme en 1915 ; mort enfin de son meilleur ami, Federico Ferrando, accidentellement tué par Quiroga lui-même alors qu'il manipule un pistolet.
Les contes et nouvelles publiés par Horacio Quiroga sont placés sous le signe de « cette facilité sinistre de mourir » dont parle Victor Hugo : les Contes d'Amour, de folie et de mort, les nouvelles intitulées « La poule égorgée », « À la dérive », « Les bateaux-suicides », dans le recueil Anaconda, la nouvelle intitulée « Diète d'amour », dans laquelle le héros, invité à appliquer littéralement l'adage « vivre d'amour et d'eau fraîche », meurt lentement et paisiblement de faim.
Il part à Paris en 1900, où il ne reste que trois mois, à court d'argent. Il rejoint Buenos Aires, déçu par la capitale française. Le gouvernement cherchant à favoriser l'évangélisation de la province reculée de Misiones, Quiroga s'installe à San Ignacio, au milieu de la forêt tropicale, (on peut visiter sa maison). Il y emmène vivre sa jeune épouse, Ana María Cirés, âgée de 15 ans. Il retourne en 1916 à Buenos Aires, où sont publiés ses ouvrages les plus connus: Cuentos de amor de locura y de muerte (1916), Cuentos de la selva (1918), El Salvaje (1918) et Anaconda (1921).
À partir des années 1920, Quiroga gagne une renommée internationale avec des traductions aux États-Unis et en France.
Atteint d'un cancer de la prostate, il met fin à ses jours dans un hôpital de Buenos Aires, en avalant une pilule de cyanure en 1937. Les cendres de l'écrivain ont été mises dans un cylindre métallique pour les insérer dans une tête en bois de Quiroga. L'œuvre sculptée par l'artiste russe Stepán Erzia (es) sur un morceau de racine d'un arbre de la forêt, et enfin emmenée à la ville natale de Quiroga, Salto, en Uruguay. Dans cette ville il y a un musée-mausolée à la maison de sa jeunesse, qui garde la sculpture.

## Œuvres
(Les ouvrages suivis d'une « * » sont des ouvrages destinés à la jeunesse.)
- Diario de viaje a París (1900)
- Los arrecifes de coral (1901)
- El crimen del otro (1904)
- Los perseguidos (1905)
  - Les Persécutés, Quidam, 2017 (traduit de l'espagnol par Antonio Werli)
- Historia de un amor turbio (1908)
  - Histoire d'un amour trouble, Quidam, 2017 (traduit de l'espagnol par Antonio Werli)
- Cuentos de amor de locura y de muerte (1917) 
  - Contes d'amour, de folie et de mort, Métailié, 1984 et rééd. ; rééd. Seuil, Points, 1993 (traduit de l’espagnol par Frédéric Chambert)
- Cuentos de la selva (1918) 
  - Contes de la forêt vierge*, éd. Les arts et le livre, 1927 ; éd. de l'Ecureuil, 1943, ces deux éditions illustrées par Roger Reboussin ; et rééd. Métailié/Le Seuil, 1998
- El salvaje (1920)
- Las sacrificadas (1920)
- Anaconda (1921) 
  - Anaconda, Métailié, 1988, et rééd. (traduit de l’espagnol par Frédéric Chambert)
- Cartas de un cazador (1922-1924)
  - Lettres d'un chasseur et autres contes*, Métailié/Le Seuil, 2000 (traduit de l’espagnol par Anne Boule-Christauflour)
- El desierto (1924) 
  - Le Désert, Métailié, 1999 (traduit de l’espagnol par François Gaudry)
- Los desterrados (1926) (recueil de nouvelles)
  - Les Exilés, Métailié, 1995 (traduit de l’espagnol par François Gaudry)
- Pasado amor (1929)
- Suelo natal (1931) en collaboration avec Leonardo Glusberg
- Más allá (1935)
  - Au-delà, Métailié, 1993 (traduit de l’espagnol par François Gaudry)

### Publications en français de nouvelles extraites de recueils
- La guerre des jacarés, traduit de l'espagnol par Elbio Mazet et René Turc ; gravures de Elbio Mazet, Grandir, 1996 Cette nouvelle fait partie du recueil Contes de la forêt vierge [Cuentos de la selva (1918)].
- Histoires d'animaux, traduction de Annie Boule, dessins de Claude Grosperrin, AB, 2004
- Le spectre ; suivi de La poule égorgée, traduction d'Erich Fisbach, Alfil, 1993 La poule égorgée fait partie du recueil Contes d'amour, de folie et de mort [Cuentos de amor de locura y de muerte (1917) ].
- Le Dévoreur d'hommes*, Métailié/Le Seuil, 2003 (traduit de l’espagnol par Anne Boule-Christauflour)